# Bryomima rosea
Bryomima rosea là một loài bướm đêm trong họ Noctuidae.